# セルゲイ・ノヴィコフ (数学者)
セルゲイ・ペトロヴィチ・ノヴィコフ（ロシア語: Серге́й Петро́вич Но́виков, ラテン文字転写: Sergei Petrovich Novikov, 1938年3月20日 - 2024年6月6日）は、ロシアの数学者。
モスクワ国立大学教授、メリーランド大学教授、ランダウ理論物理学研究所研究員、ステクロフ数学研究所研究員。
専門は幾何学、トポロジー、ホモトピー論、多様体の分類論、コボルディズム、葉層構造論、可積分系、理論物理学。
両親とも数学者という家庭に生まれる。父はピョートル・ノヴィコフ。
同年代のウラジーミル・アーノルド、ユーリ・マニン等とともにソビエト・ロシア数学黄金期を築いた数学者。

## 業績
ノヴィコフの初期の業績として代数・微分トポロジーでの業績がある。特にコボルディズム環、複素コボルディズム群、ノヴィコフスペクトル列、安定ホモトピー群、可微分多様体におけるポントリャーギン類に関する位相不変量の証明。
ノヴィコフ予想における高次不変量の公式。3次元球面の2次元葉層構造における閉葉の存在の証明、ノヴィコフ＝ブローダー理論によって5次元以上の単連結多様体を分類などなど。
一連の仕事のあとに物理学に向い一般相対性理論への貢献、金属的伝導性における貢献がある。
それからは主に数理物理学を研究している。例えばループ空間と可微分多様体における大域モース理論を構築し、さらにそれを場の量子論へ応用した。
可積分系には代数幾何的手法を持ち込み新しい流れを作った。2次元可積分系において有限空隙 (finite-gap) の研究。
リーマン面におけるKP方程式の代数幾何学的解の分類。
可換微分作用素環を研究し、現在の超弦理論およびマトリックスモデルなどの先駆的研究として評価されている。

## 略歴
- 1938年 - ソビエト連邦ニジニー・ノヴゴロド （旧ゴーリキー）に生まれる。
- 1960年 - モスクワ国立大学卒業。
- 1964年 - モスクワ国立大学でPh.D.を取得。
- 1965年 - モスクワ国立大学でDr.Sci.を取得。
- 1967年 - レーニン賞を受賞。モスクワ国立大学教授に就任。
- 1970年 - フィールズ賞を受賞。
- 1981年 - ソビエト科学アカデミー会員に選出。
- 1984年 - ステクロフ研究所幾何学・トポロジー研究室主任研究員に就任。
- 1991年 - サックラー・レクチャラー
- 1996年 - メリーランド大学教授に就任。
- 2005年 - ウルフ賞数学部門を受賞。